# پایگاه هوایی اکینچی
پایگاه هوایی اکینچی (به انگلیسی: Akıncı Air Base) (به زبان بومی: Akıncı Hava Üssü) یک فرودگاه نظامی است که یک باند فرود آسفالت دارد و طول باند آن ۳۳۵۱ متر است. این فرودگاه در شهر آنکارا کشور ترکیه قرار دارد و در ارتفاع ۸۴۳ متری از سطح دریا واقع شده‌است.